# Ben Ray Luján
Ben Ray Luján (* 7. června 1972 Santa Fé, Nové Mexiko) je americký politik za Demokratickou stranu. Od roku 2021 je senátorem USA za stát Nové Mexiko.
V mládí pracoval v kasinu. V letech 2009 až 2021 byl členem Sněmovny reprezentantů za novomexický třetí okrsek. V letech 2019 až 2021 zároveň působil jako asistent předsedkyně Sněmovny reprezentantů Nancy Pelosiové. V roce 2020 byl zvolen senátorem poté, co ve volbách porazil kandidáta Republikánské strany Marka Ronchetta.